# Franz Plasser
Franz Plasser (* 10. September 1893 in Laakirchen; † 1. Oktober 1970 in Linz) war ein oberösterreichischer Politiker (SPÖ) und Bezirkshauptmann vom Bezirk Braunau am Inn. Plasser war von 1927 bis 1934 Abgeordneter zum Nationalrat und von 1927 bis 1934 sowie von 1945 bis 1967 Abgeordneter zum Oberösterreichischen Landtag. Des Weiteren war er Zweiter Präsident des Oberösterreichischen Landtags, Klubobmann-Stellvertreter und von 1949 bis 1967 Landesrat für Soziales in der Oberösterreichischen Landesregierung.

## Ausbildung und Beruf
Plasser besuchte nach der Volksschule eine Hauptschule und war in der Folge als Fabriksarbeiter in der Papierfabrik Steyrermühl in Laakirchen beschäftigt. Er arbeitete ab 1911 als Hilfsarbeiter für Stern & Hafferl in Gmunden und diente während des Ersten Weltkriegs im Infanterieregiment Nr. 59. Nach Kriegsende kehrte er zu Stern & Hafferl zurück  und legte 1925 die Werksmeisterprüfung für Telegrafentechnik ab. Er war danach von 1926 bis 1934 als Telegrafenmeister bei der Telegraphenbausektion von Stern & Hafferl eingesetzt. Im Zuge des Österreichischen Bürgerkriegs wurde Plasser vier Wochen inhaftiert und anschließend zwangspensioniert. Seine Pensionierung wurde 1936 zwar aufgehoben, nach seiner Versetzung nach Braunau am Inn und der Machtübernahme der Nationalsozialisten wurde er jedoch am 31. Mai 1938 auf Grund der Verordnung zur Neuordnung des österreichischen Berufsbeamtentums mit Ende Dezember 1938 erneut zwangspensioniert. Nach dem Ende des Zweiten Weltkriegs war Plasser zwischen dem 10. Mai 1945 und dem 4. Jänner 1950 Bezirkshauptmann des Bezirks Braunau am Inn.

## Politik
Plasser begann seine politische Karriere auf lokalpolitischer Ebene und wurde 1919 zum Gemeinderat und Vizebürgermeister der Stadt Gmunden gewählt. Er übte diese Funktionen bis 1934 aus und vertrat die Sozialdemokratische Partei zudem ab 18. Mai 1927 als Abgeordneter zum Österreichischen Nationalrat. Im Zuge des Österreichischen Bürgerkriegs verlor Plasser im Februar 1934 alle seine politischen Funktionen und wurde 1934 aus politischen Gründen in Haft genommen. Auch während der Herrschaft der Nationalsozialisten war er zwischen 1944 und 1945 inhaftiert.
Nach dem Ende des Zweiten Weltkriegs wurde Plasser am 13. Dezember 1945 als Abgeordneter zum Oberösterreichischen Landtag angelobt. Er übernahm am selben Tag das Amt des Zweiten Präsidenten des Oberösterreichischen Landtages und übte dieses bis zum 2. März 1949 aus. Noch am selben Tag wurde er zum Landesrat für Soziale Fürsorge in der Oberösterreichischen Landesregierung gewählt. Plasser wirkte bis zum 16. November 1967 als Landesrat in diesem Ressort, wobei er bis zum 17. November 1967 auch als Landtagsabgeordneter aktiv war. Zudem hatte er zwischen dem 19. November 1955 und dem 16. November 1961 die Funktion des SPÖ-Klubobmann-Stellvertreters im Landtag inne.

## Auszeichnungen
- Ehrenbürger von Braunau am Inn